# Gottfried Wetterich
Gottfried Wetterich (* 1919; † nach 1985) war ein deutscher Richter.

## Leben
Wetterich wurde 1919 an der Albert-Ludwigs-Universität Freiburg zum Doktor der Rechte promoviert. Er war bis 1978 Präsident des Landgerichts Mannheim und von 1979 bis 1984 Präsident des Landgerichts Karlsruhe.
Am 24. Juni 1976 wurde Wetterich mit 107 von 108 Stimmen vom Landtag von Baden-Württemberg zum stellvertretenden Richter am Staatsgerichtshof für das Land Baden-Württemberg gewählt. Er amtierte bis 1985.
1985 wurde Wetterich das Große Bundesverdienstkreuz der Bundesrepublik Deutschland verliehen.

## Werke
- Die Strafzumessung in der Rechtsprechung, Freiburg im Breisgau 1949.